# Jaskinia Mladecka
Jaskinia Mladecka – jaskinia krasowa w Czechach, w północnych Morawach.
Jaskinia Mladecka posiada 3-piętrowy system korytarzy oraz komór utworzonych w dolnodewońskich wapieniach. W jaskini występuje bogata szata naciekowa m.in. stalagmity, wodospady naciekowe. 